# 茂木氏
茂木氏（もてぎし）は、中世に下野国を根拠とした武家。

## 概要
常陸国守護を務めた八田氏の一族で八田知家の三男・知基が下野国芳賀郡茂木郷（茂木保、現在の栃木県茂木町）の地頭職を継承して「茂木」を号したことに由来する。後に茂木城を築城して本拠とした。
承久の乱の軍功によって紀伊国賀太荘の地頭職を与えられたが、宝治合戦では三浦氏に加担した疑いをかけられ、茂木荘の一部に北条得宗家の進出を許した。
南北朝時代には北朝方について、南朝方の攻撃や同じ北朝方の小山氏などの押領などに悩まされたが、小山氏の乱で鎌倉公方方、永享の乱・結城合戦で室町幕府について国人領主としての地位を安定させた。
戦国時代には宇都宮氏・那須氏・佐竹氏などの間で揺れ動いたが、最終的には佐竹氏に従う。文禄の役中に行われた佐竹氏家臣の配置換えで常陸国茨城郡の小川城（現在の茨城県小美玉市）に移され、関ヶ原の戦い後の佐竹氏の秋田藩移封に従った。以後、同藩の重臣として明治維新まで存続している。
茂木氏に関しては戦後、同氏の嫡流が断絶した際に旧臣の吉成氏が引き継いだとされる『茂木文書』と呼ばれる古文書群が伝えられている。ただし、吉成氏は秋田藩時代同じ佐竹氏家臣として茂木氏の指揮下に入ったことはあるものの、主従関係にあったとする記録は存在せず、また戦後に文書の授受を行った事実は無いとする吉成氏側の証言もあることから、明治以後の士族困窮の中で茂木氏から吉成氏に譲渡されたとする見方が有力になっている。